# Lithops dorotheae
Lithops dorotheae ist eine Pflanzenart in der Gattung Lithops aus der Familie der Mittagsblumengewächse (Aizoaceae). Das Artepitheton dorotheae ehrt Dorothea Christina van Huyssteen, eine Tochter des in Bellville ansässigen südafrikanischen Sukkulentensammlers D. P. van Huyssteen, der das Typus-Exemplar der Art kultivierte.

## Beschreibung
Lithops dorotheae wächst in Gruppen mit zwei bis fünf (selten sieben) flach-herzförmigen Köpfen, die 18 bis 23 Millimeter lang und 12 bis 16 Millimeter breit sind. Die Kopfhälften sind von einem flachen Spalt getrennt und besitzen eine elliptisch-nierenförmige, glatte Endfläche. Der die Endflächen umschließende Rand ist deutlich und scharf begrenzt, unregelmäßig gezähnt oder gebuchtet. Er umgibt wenige bis viele unregelmäßig geformte, für gewöhnlich sehr deutlich ausgeprägte kleine bis große und in verschiedenen Schattierungen gedeckt cremefarben, gelblich oder blassrosa hellbraun gefärbte Inseln sowie mehr oder weniger verschlossene Fenster. Die unregelmäßig geformten, durchscheinend gräulich, bräunlich oder rötlich grün oder grünlich grau schattiert gefärbten Kanäle sind breit bis eng. In den Fenstern und Kanälen sind zahlreiche leuchtend bis dunkel blutrot oder orange-rot gefärbte Rubrikationen in Form von dicken Linien, Punkten, Haken und Sternen zu finden, die manchmal zu einem unterbrochenen Netzwerk verbunden sind.
Die gelben, in der Regel fünfzähligen Blüten erreichen einen Durchmesser von 20 bis 42 Millimeter. Die breit elliptischen bis elliptisch geformten und im Profil bootförmigen, oben etwas flachen Kapselfrüchte bestehen aus fünf Kammern.

## Systematik und Verbreitung
Lithops dorotheae ist im Namaqualand in der südafrikanischen Provinz Nordkap verbreitet.
Die Erstbeschreibung wurde 1939 von Gert Cornelius Nel nach von Aletta Helena Eksteen im Jahr 1935 in der Nähe von Pofadder gesammelten Pflanzen vorgenommen. Auf der Grundlage desselben Pflanzenmaterials beschrieb Harriet Margaret Louisa Bolus die Art Lithops eksteeniae, die jedoch 15 Tage später veröffentlicht wurde und daher heute nur ein Synonym von Lithops dorotheae ist.

## Nachweise